# NK Šparta Kalinovac
Nogometni klub "Šparta" (NK "Šparta"; "Šparta" Kalinovac; Šparta) je bio nogometni klub iz Kalinovca, Koprivničko-križevačka županija, Republika Hrvatska. 

## O klubu
NK "Šparta" je osnovana u lipnju 2001. godine, kao drugi nogometni klub uz postojeći NK "Kalinovac", čije je igralište koristila. Ime "Šparta" je dobila po prijašnjem kalinovačkom klubu HŠK "Šparta", koji je osnovan 1926. godine. Klub se od osnivanja natjecao u županijskim ligama Nogometnog saveza Koprivničko-križevačke županije (do sezone 2008./09. u 4. ŽNL, a potom u 3. ŽNL – skupina Đurđevac.
Tijekom sezone 2009./10., klub je istupio iz ligaškog natjecanja, te se potom ugasio.

## Pregled plasmana po sezonama
| sezona    | rang lige | liga                                     | dio lige | poz.   | klubova u ligi | ut     | pob    | ner    | por    | gol+   | gol-   | bod    | napomene               | izvori |
| Šparta    | Šparta    | Šparta                                   | Šparta   | Šparta | Šparta         | Šparta | Šparta | Šparta | Šparta | Šparta | Šparta | Šparta | Šparta                 | Šparta |
| --------- | --------- | ---------------------------------------- | -------- | ------ | -------------- | ------ | ------ | ------ | ------ | ------ | ------ | ------ | ---------------------- | ------ |
| 2001./02. | VII.      | 4. ŽNL Koprivničko-križevačka            |          | 6.     | 13             | 24     | 10     | 4      | 10     | 55     | 58     | 34     |                        |        |
| 2002./03. | VII.      | 4. ŽNL Koprivničko-križevačka            |          | 10.    | 14             | 26     | 11     | 4      | 11     | 67     | 60     | 37     |                        |        |
| 2003./04. | VII.      | 4. ŽNL Koprivničko-križevačka            |          | 11.    | 13             | 24     | 6      | 5      | 13     | 37     | 58     | 23     |                        |        |
| 2004./05. | VII.      | 4. ŽNL Koprivničko-križevačka            |          | 8.     | 15             | 28     | 12     | 5      | 11     | 62     | 59     | 41     |                        |        |
| 2005./06. | VII.      | 4. ŽNL Koprivničko-križevačka            |          | 9.     | 15             | 28     | 9      | 9      | 10     | 75     | 53     | 36     |                        |        |
| 2006./07. | VIII.     | 4. ŽNL Koprivničko-križevačka            |          | 10.    | 14             | 26     | 7      | 4      | 15     | 53     | 84     | 25     |                        |        |
| 2007./08. | VIII.     | 4. ŽNL Koprivničko-križevačka            |          | 8.     | 12             | 22     | 8      | 5      | 9      | 54     | 61     | 29     |                        |        |
| 2008./09. | VIII.     | 4. ŽNL Koprivničko-križevačka            |          | 14.    | 14             | 26     | 1      | 2      | 23     | 32     | 119    | 5      |                        |        |
| 2009./10. | VII.      | 3. ŽNL Koprivničko-križevačka – Đurđevac |          | 9.     | 9              | 8      | 1      | 0      | 7      | 8      | 34     | 1      | odustali od natjecanja |        |
|           |           |                                          |          |        |                |        |        |        |        |        |        |        |                        |        |
|           |           |                                          |          |        |                |        |        |        |        |        |        |        |                        |        |

## Unutarnje poveznice
- Kalinovac
- NK Kalinovac